# François Sodar
Pour les articles homonymes, voir Sodar (homonymie).
François (Franz) Sodar, né à Dinant le 8 mars 1827 et mort à Assise (Italie) le 8 décembre 1899, est un peintre d’histoire de l’École belge, portraitiste, professeur de dessin. Il est le frère aîné de l’artiste peintre paysagiste, André Sodar.

## Biographie

### Enfance et formation

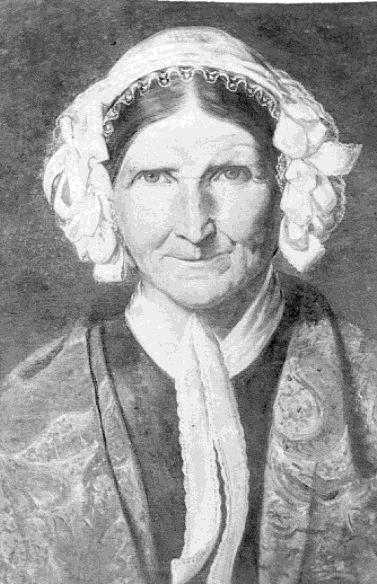
Thérèse Évrard.

François Sodar est le fils de Xavier Sodar (maître-cordonnier) et de Thérèse Évrard.
A. Arnoud nous rapporte que dans un cahier d'observations sur les élèves, le principal Lambert note déjà que « sa bonne intelligence..., sa conduite et son application pourront compenser ce qui manque de douceur et de gravité à son caractère très indépendant. Au moment d'aborder la classe de poésie, François Sodar manifeste l'intention momentanée d'entrer à l'école militaire. Il abandonne les cours de langues anciennes pour n’étudier que les mathématiques, enseignées par un jeune ingénieur, Théophile Lambert, dont il dressera, vers 1855, un portrait avenant, après être devenu son collègue (1847-1852). Il n'a donc pas négligé son goût inné pour le dessin et la peinture, qu'il forme au contact de Jean François Xavier Roffiaen, également professeur dans le même collège de Dinant (1842-1851). Ce peintre paysagiste, originaire d'Ypres, avait été attiré par le cadre de la vallée mosane. Son art se caractérise par un dessin serré et un coloris généralement sombre. Il a été pour Franz Sodar et pour son frère André, un maître consciencieux, actif et compétent.

### Grand voyageur

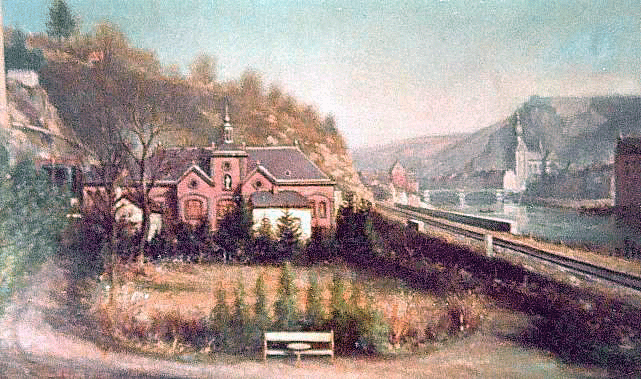
Sa propriété de Neffe (Dinant). (Tableau peint en mars 1880).

Après de consciencieuses études, il part pour Paris (1856-58), où il travaille avec ardeur. Ses premières œuvres sont appréciées des amateurs. Il a une prédilection marquée pour le genre historique et le portrait. C’est à son retour à Dinant, deux ans plus tard, qu’il épouse, le 17 juillet 1858, au château d’Emptinne-lez-Ciney, Mlle Marie de Vaulx (née le 29 février 1836, du baron Gustave de Vaulx, dit de Champion, et de Marie Caroline de Saint-Hubert), qui sera la compagne dévouée de sa vie. Le lendemain, ils partent pour neuf mois à Madrid. Ils séjournent successivement au château de Godinne, à Namur et à Neffe. François Sodar voyage à Rome (1862), Bordeaux (1864), au Maroc et en Algérie (1865), puis de nouveau Rome (1870), où il participera notamment à la restauration de la Chapelle Sixtine. Après Bruxelles (1872-73) et Dinant, le couple se fixe Neffe (1873-1884), dans une propriété située près du ravin de Burinfosse, à l'entrée de Neffe, recevant beaucoup, mais consacrant au travail la plus grande partie de leur temps. Vers 1876, le couple habite environ deux ans à Charleroi. Ils visitent aussi longuement la France, l'Espagne, l'Italie, la Suisse et l'Allemagne.

### Séjour de quatre ans à Jérusalem
C’est en 1884 qu’ils entreprennent un grand voyage en Orient, au cours duquel ils sont bloqués à Naples par une effroyable épidémie cholérique, dont ils réchappent. C’est là qu’ils font la connaissance de S. Em. le cardinal San Felice, éminent prélat qui occupe le trône épiscopal de Naples, et qui, devant le terrible fléau, montre l’héroïsme tranquille d’un Belsunce de Castelmoron, lors de la peste de Marseille (1720-21). Après s'être distingué dans le genre historique et le portrait, il se consacre désormais à la peinture religieuse. À Jérusalem, Sodar exécute : Les Sanctuaires du Saint-Sépulcre, série de douze tableaux qui, outre l’intérêt artistique, ont une véritable valeur documentaire sur l'état des Lieux Saints, vers 1855 ; puis le Chemin de croix à Jérusalem, dont les tableaux sont plusieurs fois reproduits à la demande de beaucoup d'églises et de couvents italiens par les soins de l'Ordre franciscain. Un fac-similé de cette œuvre, présenté au pape Léon XIII, lui vaudra la médaille d'or des artistes chrétiens, avec les félicitations et la bénédiction du souverain pontife. Et pendant que Sodar manie le pinceau, Marie Sodar de Vaulx — auteure déjà du Voyage à Rome pendant le Concile (1873) — met en relief, dans les Splendeurs de la Terre-Sainte, l’action franciscaine en Palestine. Elle complétera ce premier ouvrage par un second, intitulé Les Gloires de la Terre-Sainte, monument définitif dédié à la gloire de l’Ordre séraphique.

### Installation définitive à Assise
En 1888, à leur retour de Jérusalem, ils s’installent à Assise (Ombrie), d'abord à l'hôtel de la Portioncule, à Sainte-Marie des Anges, puis au palais Bindangoli, via Superba (actuellement via San Francesco) 12, à Assise. Il sera bientôt nommé président de la Société Saint-Vincent-de-Paul d'Assise. L’union intime de ces deux êtres se résume dans ces trois mots : le Bien, le Vrai, le Beau. Ces deux âmes de chrétiens et d’artistes étaient faites pour se comprendre et travailler de concert. Leur labeur n’a d’ailleurs pas été vain.

### Mort
Vers 1896, le Signor Francesco, ainsi que l'appelaient les gens d'Assise, est atteint de maux d'estomac qui vont en s'aggravant jusqu'à sa mort, d'autant plus qu'aux ordonnances des médecins, il oppose souvent le vin merveilleux des coteaux voisins, propre à l'illusionner un moment sur son état. Sodar meurt à Assise (où il résidait depuis douze ans), le 8 décembre 1899, dans le vieux palais de la via Superba, propriété du comte Bindangoli, à l’âge de 72 ans et neuf mois. Sur la plaque de marbre du cimetière d’Assise, placée contre le mur, est gravée l'inscription suivante : « Ripòso di Francesco Sodar, Belga, uòmo religiosissimo, pittore illustre, acclamata dai poveri, esimio benefattore, fu qui composta la sàlma, il XIII déc. MDCCCXCIX, Ve della morte di lui. — Orate pro eo — nº 22 » (Repos de François Sodar, Belge, homme très religieux, peintre illustre, acclamé par les pauvres, éminent bienfaiteur, dont la dépouille mortelle fut déposée ici, le 13 déc. 1899, le cinquième [jour] après sa mort. — Priez pour lui — n° 22). Après sa mort, sa veuve se retire parmi les Sœurs du couvent de Sainte-Claire, à Assise, où elle mourra, le 11 juin 1901.

## Son caractère
Franz Sodar meurt sans avoir une seule compromission à se reprocher, sans laisser la moindre haine derrière lui. D’un caractère généreux, et par conséquent prompt à l’indignation, il a toujours ignoré la rancune. Tout était franchise chez lui et l’on était conquis rapidement par tout ce qu’il y avait de droiture et d’honnêteté dans son clair regard et dans l’étreinte de sa main. C’est à lui qu’on pourrait appliquer le vers si beau du poète Émile Trolliet : « Il vous prenait le cœur, en vous prenant la main. »

## Témoignage de la presse belge et française
À Anvers — Éloge funèbre de son ami, le journaliste Alexandre Delmer, paru dans le Handelsblad van Antwerpen. « J'apprends la mort d'un peintre belge qui, peu encouragé à ses débuts, semble avoir tout fait pour se faire oublier en Belgique. Peut-être qu'en remontant à 15 ans ou 20 ans en arrière et en parcourant les catalogues de nos salons triennaux, on y retrouverait le nom de Franz Sodar de Dinant. Cet artiste doit, en effet, avoir exposé quelques toiles qui n’étaient pas sans mérite ; mais elles ne donnaient pas la mesure de son talent et furent peu remarquées. Il s'essaya dans plusieurs genres ; ses meilleurs tableaux sont des portraits qui ne furent jamais, que je sache, exposés ; ils sont restés dans les familles pour lesquelles ils ont été peints. Il avait quelque chose qui tenait — toutes proportions gardées — de Frans Hals, le grand portraitiste hollandais. Son caractère très indépendant contribua, plus encore peut-être que les circonstances, à le faire méconnaître : il ne recherchait ni les conseils ni les protections. Très isolé à Dinant, il semble qu'il eût trouvé plus d'appuis à Bruxelles, mais il ne se sentait pas attiré vers la capitale : il s'était mis dans la tête que ce sont les coteries qui y font les réputations artistiques. Résolu à quitter son pays, il a visité l'Italie et la Terre Sainte. À Jérusalem, il se lia d'amitié avec les Frères franciscains et ne quitta leur monastère que pour aller se fixer à Assise, où il vécut ses dernières années près du tombeau du séraphique saint François. Dans cette laborieuse retraite, savourant la paix profonde et religieuse qu'entretenaient les grands horizons de l'Ombrie, Franz Sodar a peint ou dessiné (car il travaillait aussi à illustrer des livres) les principaux épisodes de la vie si belle et si suggestive du grand thaumaturge. Et pendant ce temps, à ses côtés, Mme Sodar décrivait dans des récits très littéraires et qui resteront, les pèlerinages à la fois pieux et artistiques qu'elle avait faits avec son mari. On a aussi d'elle une histoire très estimée de l'Ordre franciscain en Terre Sainte. Durant son séjour à Jérusalem, Franz Sodar a composé sur une donnée neuve et avec un scrupuleux respect de la couleur locale, les quatorze stations du Chemin de la Croix. Elles ont été reproduites en petit format et vulgarisées par la chromolithographie ».
À Paris — La plupart des journaux de la capitale (Figaro, Gaulois, Éclair, Liberté, Gazette de France, Univers, Libre parole, Autorité, Vérité, etc.) publient des articles nécrologiques au sujet du regretté défunt. Citons entre autres la Gazette de France : « De son dernier voyage en Orient, il avait rapporté les éléments de deux séries de tableaux représentant d’une façon très exacte l’état actuel des sanctuaires du Saint-Sépulcre et des lieux témoins de la Passion du Christ. Ces tableaux exécutés à Assise et reproduits à la demande de beaucoup d’églises et de couvents, par les soins de l’Ordre séraphique, avaient valu à leur auteur les félicitations du Saint-Père et une médaille d’or extraordinaire que le Pape avait fait remettre au pieux artiste par son secrétaire, Mgr Angeli. » (L’Union de Dinant).

## Quelques œuvres
- Après l'incendie

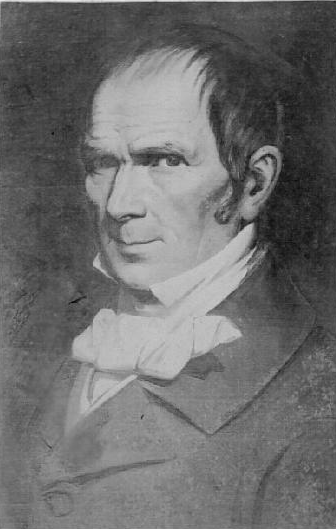
Xavier Sodar

- L'Orpheline (donné par l'auteur en mémoire de ses parents à la Société Saint-Vincent-de-Paul de Dinant. Mis en loterie, il a rapporté 1000 francs).
- Louise Lateau en extase
- Le Christ aux Anges
- Ste Barbe et le mineur sauvé par sa protection
- Marie délivre les âmes du Purgatoire
- Portrait de son père, Xavier Sodar (brûlé en 1914)
- Portrait de sa mère, Thérèse Evrard (brûlé en 1914)
- Portrait de Théophile Lambert (vers 1855)
- Les Sanctuaires du Saint-Sépulcre (vers 1855)
- Portrait d’Alexandre Amand (vers 1856)
- Portrait en pied de Marie Sodar de Vaulx (1858), donné par elle en 1900 à Mme Marzia della Nave, place della Statione, 61, à Ste-Marie des Anges, par Pérouse.
- Portrait d’André Sodar (vers 1866).
- La propriété de Neffe (mars 1880).
- Le Chemin de croix à Jérusalem